# Walerian Lachnitt
Walerian Lachnitt, pseud. il – wal, w-itt, wal (ur. 27 listopada 1913 w Chrzanowie, zm. 3 marca 1982 w Gdańsku) – polski reżyser, dyrektor teatrów i recenzent teatralny.

## Życiorys
W 1936 ukończył studia na Wydziale Filozoficznym Uniwersytetu Jagiellońskiego. Już w tym okresie publikował recenzje teatralne. Po II wojnie światowej jego teksty drukowały m.in. Ilustrowany Kurier Polski, Życie i Kultura. Współpracował też z radiem w Szczecinie. Uprawnienia reżyserskie uzyskał eksternistycznie w Państwowej Wyższej Szkole Teatralnej w Warszawie. W latach 1946–1948 współredagował tygodnik społeczno-kulturalny Szczecin. Od 1952 był kierownikiem literackim Teatrów Dramatycznych w Szczecinie. Od stycznia 1955 pełnił także funkcję ich zastępcy dyrektora ds. artystycznych. Od 1 października 1955 był kierownikiem literackim Teatru Wybrzeże. Od 1959 był kierownikiem literackim i artystycznym nowo utworzonej Sceny Objazdowej Teatru Wybrzeże. Te same funkcje pełnił od 1 kwietnia 1964 po jej przekształceniu w Teatr Ziemi Gdańskiej. Od 1 czerwca 1966 był jednocześnie jego dyrektorem. Od 1 stycznia 1972 do przejścia na emeryturę 30 lipca 1973 pełnił wyłącznie obowiązki dyrektora i reżysera Teatru Ziemi Gdańskiej. W kolejnych nadal reżyserował w Teatrze Dramatycznym w Gdyni. Współpracował także jako reżyser z teatrami w Opolu, Jeleniej Górze, Bielsku-Białej, Tarnowie i Częstochowie. Pochowany w nowej alei zasłużonych na cmentarzu Witomińskim w Gdyni (kwatera 26-40-16).

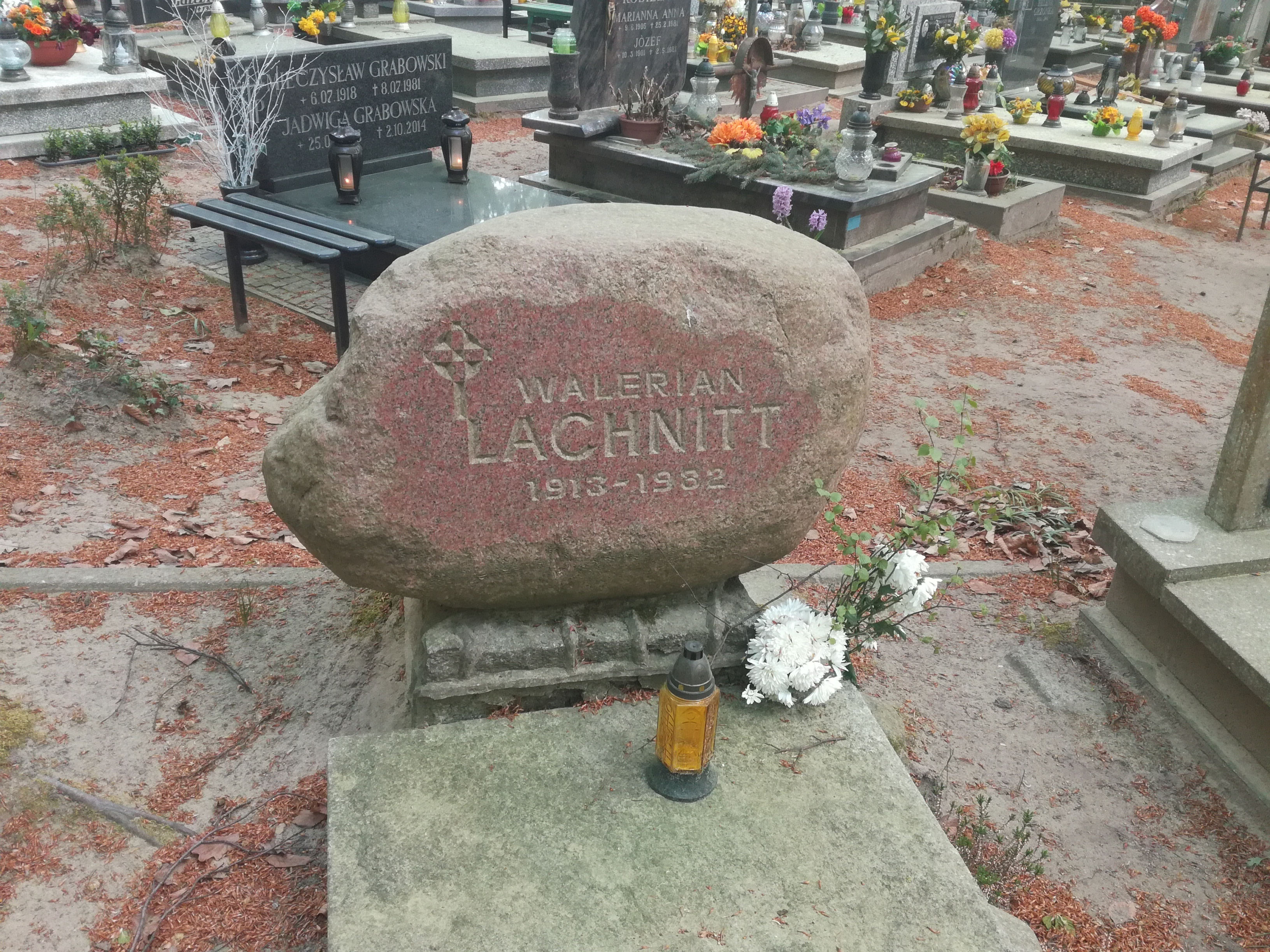
Grób Waleriana Lachnitta na cmentarzu Witomińskim

## Ważniejsze prace reżyserskie
- Matka Karel Čapka w Teatrze Dramatycznym w Gdyni (debiut 13 lipca 1956)
- Dom Bernardy Alba Federico Garcíi Lorca w Teatrze Wybrzeże
- Ich czworo Gabrieli Zapolskiej w Teatrze Wybrzeże
- Maria Stuart na Scenie Objazdowej Teatru Wybrzeże
- Lato w Nohant Jarosława Iwaszkiewicza na Scenie Objazdowej Teatru Wybrzeże
- Most Jerzego Szaniawskiego na Scenie Objazdowej Teatru Wybrzeże
- Czas młodości Leonida Zorina na Scenie Objazdowej Teatru Wybrzeże
- Ostatnia stacja Ericha Marii Remarque'a w Teatrze Ziemi Gdańskiej
- Pierwsze kroki Leona Pasternaka w Teatrze Ziemi Gdańskiej
- Adam i Ewa Rudiego Strahla w Teatrze Ziemi Gdańskiej
- Don Carlos Friedricha Schillera w Teatrze Dramatycznym w Gdyni
- Dwa teatry Jerzego Szaniawskiego (ostatnia premiera, 27 lutego 1982)

## Publikacje
- Pod znakiem gryfa (1947)
- Dziesięciolecie Państwowego Teatru „Wybrzeże” (1957)
- Tropami wagantów (druk w odcinkach w programach teatralnych w latach 60. i 70. XX w.)
- Zarys wiedzy o teatrze (1968)